# Lernaea phoxinacea
Lernaea phoxinacea is een eenoogkreeftjessoort uit de familie van de Lernaeidae. De wetenschappelijke naam van de soort is voor het eerst geldig gepubliceerd in 1863 door Krøyer.